# Nilgirimård
Nilgirimård (Martes gwatkinsii) är ett rovdjur i familjen mårddjur som förekommer i södra Indien.

## Utseende och anatomi
Arten liknar gulstrupig mård (Martes flavigula) i utseende men är större och dessutom finns tydliga skillnader i skallens byggnad mellan de båda arterna. Nilgirimården igenkänns lätt i naturen med sin mörka päls vid bakkroppen och sin rödbruna päls vid halsen och skuldran. Underkäken har en mer eller mindre ljusgul färg.
Kroppslängden ligger mellan 55 och 65 cm och därtill kommer en 40 till 45 cm lång svans. Vikten ligger i genomsnitt vid 2,1 kg.

## Utbredning och habitat
Mårddjuret förekommer endemiskt i Nilgiribergen och andra bergstrakter i sydvästra Indien. Bergsområdena ligger vanligen 300 till 1 400 meter över havet. Habitatet utgörs av tropiska regnskogar och andra städsegröna skogar.

## Ekologi
Födan utgörs främst av frukter och insekter men arten äter även små däggdjur (till storleken av mushjortar), fåglar, ödlor, mindre varaner och i viss mån nektar.
Nilgirimården är främst aktiv på dagen och vistas oftast i träd.

## Hot
Arten jagas i viss mån men det största hotet utgörs av habitatförstörelse. Därför förekommer nilgirimården i många från varandra skilda regioner. IUCN listar arten därför som sårbar (VU).